# Spelets regler (film, 1998)
Spelets regler (originaltitel: Primary Colors) är en dramakomedifilm från 1998 i regi av Mike Nichols, som även själv producerade filmen. Elaine May skrev filmens manus, baserat på boken Presidentkandidaten (Primary Colors) från 1996 som publicerades anonymt (senare avslöjades att den var skriven av Joe Klein). Boken är en nyckelroman om Bill Clintons första presidentkampanj inför valet 1992, som Clinton vann.
Filmen nominerades till två Oscars, Kathy Bates för bästa kvinnliga biroll och Elaine May för bästa manus efter förlaga. John Travolta nominerades till en Golden Globe för bästa manliga huvudroll – musikal eller komedi.

## Handling
Filmen handlar om den amerikanske guvernören Jack Stanton (John Travolta) och hans väg till att bli USA:s president. Stantons verkliga motsvarighet är Bill Clinton.

## Rollista i urval
- John Travolta – guvernör Jack Stanton
- Emma Thompson – Susan Stanton
- Billy Bob Thornton – Richard Jemmons
- Kathy Bates – Libby Holden
- Larry Hagman – guvernör Fred Picker
- Adrian Lester – Henry Burton
- Stacy Edwards – Jennifer Rogers
- Maura Tierney – Daisy Green
- Diane Ladd – mamma Stanton
- Paul Guilfoyle – Howard Ferguson
- Kevin Cooney – senator Lawrence Harris
- Rebecca Walker – March Cunningham
- Caroline Aaron – Lucille Kaufman
- Tommy Hollis – William "Fat Willie" McCullison
- Rob Reiner – Izzy Rosenblatt